# 진원동초등학교
진원동초등학교는 대한민국 전라남도 장성군 진원면 용산리에 있는 공립 초등학교이다.

## 학교 연혁
- 1934.03.20 진남공립보통학교 부설 학산간이학교 인가
- 1945.04.01 진원동공립국민학교 승격
- 1948.04.01 교사를 상림리에서 용산리로 이전
- 1949.12.31 진원동국민학교로 개칭
- 1950.10.29 진원국민학교에 병합
- 1957.04.01 진원동국민학교로 복교
- 1981.01.01 병설유치원 개원
- 1985.01.01 광주광역시 중학군 편입
- 1996.03.01 진원동초등학교로 개칭
- 2015.02.13 제58회 졸업(총 2,674명)
- 2015.09.01 제19대 강경자 교장선생님 취임

## 참고 자료
- 진원동초등학교 - 한국교육학술정보원 학교알리미